# (27929) 1997 FC1
(27929) 1997 FC1 est un astéroïde de la ceinture principale d'astéroïdes découvert en 1997.

## Description
(27929) 1997 FC1 a été découvert le 28 mars 1997 à la station de Xinglong, dans la province chinoise d'Hebei (Chine), par le Beijing Schmidt CCD Asteroid Program.

### Caractéristiques orbitales
L'orbite de cet astéroïde est caractérisée par un demi-grand axe de 2,34 UA, un périhélie de 2,13 UA, une excentricité de 0,09 et une inclinaison de 7,15° par rapport à l'écliptique. Du fait de ces caractéristiques, à savoir un demi-grand axe compris entre 2 et 3,2 UA et un périhélie supérieur à 1,666 UA, il est classé, selon la JPL Small-Body Database, comme objet de la ceinture principale d'astéroïdes.

### Caractéristiques physiques
(27929) 1997 FC1 a une magnitude absolue (H) de 14,8 et un albédo estimé à 0,064.